# Jonas Krook
Jonas Krook, född 1731, död 31 januari 1793, var en svensk handelsman, riksdagsledamot och politiker.

## Biografi
Jonas Krook föddes 1731. Han arbetade som handelsman och fick titeln kommerseråd. Krook avled 1793 och begravdes 30 december samma år.
Krook var riksdagsledamot för borgarståndet i Karlskrona vid riksdagen 1765–1766, riksdagen 1769–1770, riksdagen 1771–1772 och riksdagen 1778–1779.
Krook gifte sig 1766 med Vendla Sofia Pihlgard. Hon var dotter till borgmästaren Paul Pihlgard i Karlskrona.